# Presenza militare statunitense in Giappone

Principali basi militari USA in Giappone.

La United States Forces Japan (USFJ) è l'insieme delle forze armate statunitensi stazionate in Giappone. Il comando della USFJ si trova nella Yokota Air Base, circa 30 km a ovest di Tokyo.

## Storia
In seguito alla sconfitta nella seconda guerra mondiale e alla rinuncia del Giappone all'uso della forza nelle controversie internazionali (articolo 9 della Costituzione del Giappone), le forze armate giapponesi vennero sciolte e gli Stati Uniti occuparono militarmente il paese per diversi anni.
Il 19 gennaio 1960 venne firmato tra i due paesi il Treaty of Mutual Cooperation and Security between the United States and Japan, secondo il quale, gli Stati Uniti si impegnano a difendere il Giappone da ogni attacco esterno, in stretta collaborazione con le Forze di autodifesa giapponesi. 
Al dicembre 2009 erano in servizio in Giappone, alle dipendenze del Dipartimento della Difesa degli Stati Uniti, 35 688 militari e 5 500 civili statunitensi.
Il personale militare era così suddiviso:
- Esercito: 2 541
- Marina: 3 740
- Aviazione: 12 398
- Marines: 17 009

## Basi principali
La base navale di Yokosuka, gestita congiuntamente dalla U.S. Navy e dalle Forze di autodifesa giapponesi, è sede del comando della Settima Flotta della U.S. Navy, ed è la più grande base navale americana al di fuori del territorio degli Stati Uniti.
Principali basi della United States Air Force in Giappone:
- Kadena Air Base, dove sono in servizio 130 velivoli, in maggioranza caccia e cacciabombardieri.[2]
- Misawa Air Base
- Yokota Air Base
- Naha air base

La 3rd Marine Expeditionary Force dei Marines è di stanza a Okinawa.